# Dovadola
Dovadola é uma comuna italiana da região da Emília-Romanha, província de Forlì-Cesena, com cerca de 1.583 habitantes. Estende-se por uma área de 38 km², tendo uma densidade populacional de 42 hab/km². Faz fronteira com Castrocaro Terme e Terra del Sole, Modigliana, Predappio, Rocca San Casciano.

## Demografia
| Variação demográfica do município entre 1861 e 2011                               |
|                                                                                   |
| Fonte: Istituto Nazionale di Statistica (ISTAT) - Elaboração gráfica da Wikipedia |